# Ішмурзино
Ішму́рзино (рос. Ишмурзино, башк. Ишмырҙа) — село у складі Баймацького району Башкортостану, Росія. Адміністративний центр Ішмурзинської сільської ради.

## Населення
Населення — 806 осіб (2010; 911 в 2002).
Національний склад:
- башкири — 100%